# Henri Bédarida
Henri Bédarida (* 9. März 1887 in Lyon; † 22. Dezember 1957 in Paris) war ein französischer Romanist, Italianist und Literaturwissenschaftler.

## Leben
Bédarida bestand die Agrégation d’italien und habilitierte sich 1927 in Paris mit den beiden Thèses Parme et la France de 1748 à 1789 (Paris 1927, Genf 1977; italienisch Mailand 1985) und Les Premiers Bourbons de Parme et l’Espagne (1731-1802). Inventaire analytique des principales sources conservées dans les Archives espagnoles et à la Bibliothèque nationale de Madrid (Paris 1927, Florenz/Paris 1969). Er lehrte an den Universitäten Grenoble und Lyon. 1936 wurde er als Nachfolger von Henri Hauvette auf den Lehrstuhl für Italienisch der Sorbonne berufen (später auch zum Dekan). Während des Zweiten Weltkrieges engagierte er sich in der katholischen Résistance und protestierte gegen die Rassenpolitik des Vichy-Regimes. Er war der erste Präsident des Centre catholique des intellectuels français (CCIF). Von 1955 bis zu seinem Tod zählte Bédarida zu den Mitgliedern des Wissenschaftlichen Beirates in der Sachbuchreihe Rowohlts deutsche Enzyklopädie.
Henri Bédarida war der Vater des Historikers François Bédarida (1916–2001) und der Schwiegervater der Historikerin Renée Bédarida (1919–2015).

## Schriften
- (Übersetzer) Benedetto Croce: Histoire de l’Italie contemporaine (1871–1915), Paris 1929
- A l’apogée de la puissance bourbonienne. Parme dans la politique française au XVIIIe siècle, Paris 1930
- Théophile Gautier et l’Italie, Paris 1934
- (mit Paul Hazard) L’influence française en Italie au dix-huitième siècle, Paris 1934
- (Hrsg.) Gabriele d’Annunzio, Textes inédits, versions nouvelles, souvenirs et essais, Paris 1942
- (Übersetzer) Francesco Perri, Le Disciple inconnu. Roman historique de l’époque du Christ, Paris 1946 (Original: Il discepolo ignoto, Mailand 1940)
- (Hrsg.) A travers l’art italien du XVe au XXe siècle. Essais, notes et commentaires, Paris 1949
- (Hrsg.) Pensée humaniste et tradition chrétienne aux XVe et XVIe siècles. Essais, notes et documents, Paris 1950
- (Übersetzer) Benedetto Croce: Histoire de l’Europe au dix-neuvième siècle, Paris 1959, 1973, 1994 (Original 1935)